# Arrondissement de Gifhorn
L'arrondissement de Gifhorn est un arrondissement  ("Landkreis" en allemand) de Basse-Saxe  (Allemagne).
Son chef-lieu est Gifhorn.

## Villes, communes et communautés d'administration
(Nombre d'habitants en 2006)
Einheitsgemeinden
1. Gifhorn, ville, commune autonome (42 311)
2. Sassenburg (10 994) [Siège : Westerbeck]
3. Wittingen, ville (12 184)

Samtgemeinden avec leurs communes membres
* Siège de la Samtgemeinde
| - 1. Samtgemeinde Boldecker Land (9 912) 1. Barwedel (1 059) 2. Bokensdorf (957) 3. Jembke (1 971) 4. Osloß (1 980) 5. Tappenbeck (1 292) 6. Weyhausen *(2 653) - 2. Samtgemeinde Brome (15 445) 1. Bergfeld (923) 2. Brome, Flecken * (3 399) 3. Ehra-Lessien (1 622) 4. Parsau (1 923) 5. Rühen (4 841) 6. Tiddische (1 266) 7. Tülau (1 471) | - 3. Samtgemeinde Hankensbüttel (9 693) 1. Dedelstorf (1 554) 2. Hankensbüttel * (4 463) 3. Obernholz (936) 4. Sprakensehl (1 314) 5. Steinhorst (1 426) - 4. Samtgemeinde Isenbüttel (15 510) 1. Calberlah (5 219) 2. Isenbüttel * (6 198) 3. Ribbesbüttel (2 143) 4. Wasbüttel (1 950) - 5. Samtgemeinde Meinersen (21 062) 1. Hillerse (2 616) 2. Leiferde (4 409) 3. Meinersen * (8 410) 4. Müden (Aller) (5 627) | - 6. Samtgemeinde Papenteich (23 413) 1. Adenbüttel (1 723) 2. Didderse (1 380) 3. Meine * (8 088) 4. Rötgesbüttel (2 273) 5. Schwülper (6 636) 6. Vordorf (3 313) - 7. Samtgemeinde Wesendorf (14 583) 1. Groß Oesingen (2 017) 2. Schönewörde (967) 3. Ummern (1 575) 4. Wagenhoff (1 175) 5. Wahrenholz (3 827) 6. Wesendorf * (5 022) |

gemeindefreies Gebiet (territoire inhabité)
- Giebel (de) (10,36 km2)

## Administrateurs de l'arrondissement
- 1885–1890 Benno von Niebelschütz
- 1890–1900 Kurd von Berg-Schönfeld (de)
- 1900–1908 Ludwig von der Wense (de)
- 1908–1937 Eugen von Wagenhoff (de)
- 1937–1943 Karl Glehn (de)
- 1943 August Heinichen
- 1946–1949: Heinrich Senge (CDU)
- 1949–1962: Karl-Heinrich Heise (de) (DP)

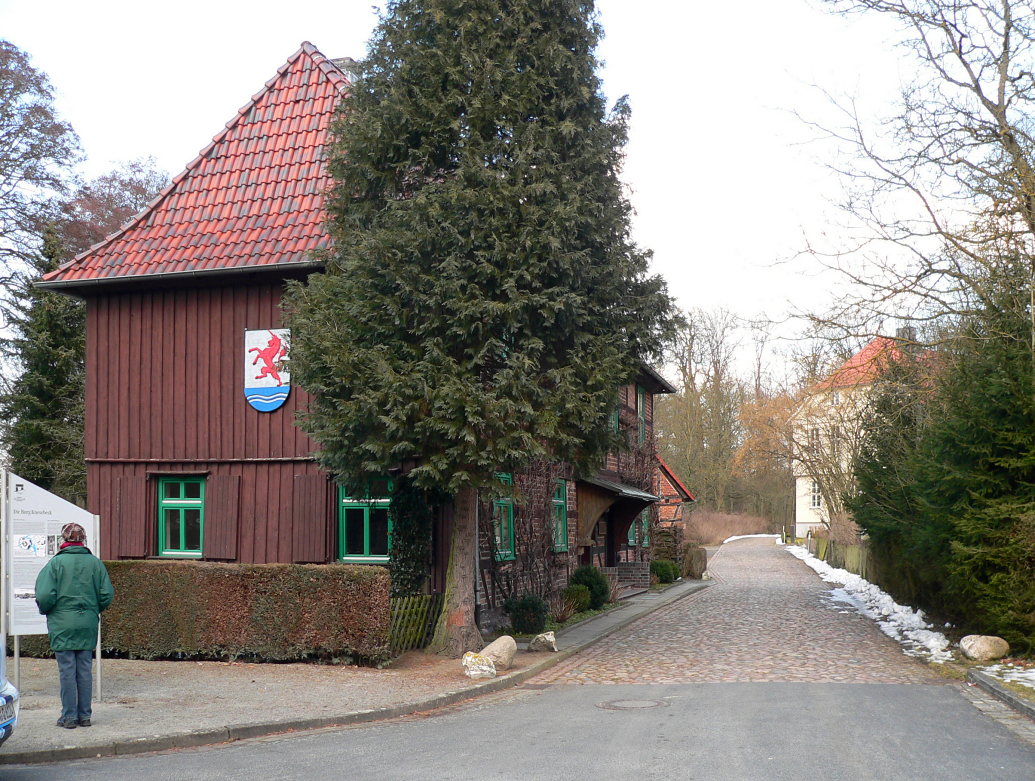
Entrée du château de Knesebeck, à Wittingen.

- 1963–1991: Heinrich Warnecke (CDU)
- 1991–2001: Margarete Pertzel (CDU)
- 2001–2014: Marion Lau (de) (SPD)
- 2014–2021: Andreas Ebel (de) (CDU)
- depuis 2021: Tobias Heilmann (de) (SPD)